# Yle TV1
Yle TV1 est le nom de la première chaîne de télévision publique finlandaise.
Elle est disponible en HD depuis le 24 janvier 2014 sur la télévision numérique terrestre finlandaise, sur le câble et sur la télévision sur IP.

## Histoire de la chaîne
Créé en 1958, il s'agit d'un média à caractère généraliste diffusant séries, documentaires, dessins animés et émissions de plateau.
YLE TV1 commence à diffuser ses émissions en couleur en 1969 et va progressivement étendre cette diffusion couleur sur l'ensemble de son programme les dix années suivantes.

### Identité visuelle (logo)

## Programmes
L'antenne est rythmée par de nombreuses émissions consacrées à l'information ou à la politique. Plusieurs bulletins d'information, baptisés TV-Uutiset, sont diffusés tout au long de la journée.
La chaîne s'est associée à la coproduction en Finlande de deux épisodes de la série télévisée Maigret (1991-2005) de Antenne 2 (France 2) avec Bruno Cremer

## Audience
Yle TV1 est la première chaîne de télévision finlandaise en audience depuis 2010, devant la chaîne de télévision privée MTV3.
Public mensuel âgé de 4 ans et plus
|      | Janvier | Février | Mars   | Avril  | Mai    | Juin   | Juillet | Août   | Septembre | Octobre | Novembre | Décembre | Moyenne annuelle |
| ---- | ------- | ------- | ------ | ------ | ------ | ------ | ------- | ------ | --------- | ------- | -------- | -------- | ---------------- |
| 2014 |         |         |        |        |        |        |         |        |           |         |          |          | 25,8 %           |
| 2015 | 26,6 %  | 26,4 %  | 26,3 % | 27,7 % | 25,4 % | 28,3 % | 30,7 %  | 26,6 % | 29,1 %    | 29,0 %  | 30,0 %   | 29,7 %   | 27,9 %           |
| 2016 | 27,2 %  | 28,2 %  | 27,5 % | 27,3 % | 23,9 % | 26,0 % | 27,6 %  |        |           |         |          |          | 1,9 %            |

Audience

4+	: Individus de 4 ans et plus

10-24	: Individus de 10 à 24 ans
| Année | 4+     | 10+    | 10-24 | 25-44 | 45-64 | 65+ |
| ----- | ------ | ------ | ----- | ----- | ----- | --- |
| 2007  |        | 23,8 % |       |       |       |     |
| 2008  |        | 24,1 % |       |       |       |     |
| 2009  |        | 21,9 % |       |       |       |     |
| 2010  |        | 22,2 % |       |       |       |     |
| 2011  |        | 23,3 % |       |       |       |     |
| 2012  |        | 24,8 % |       |       |       |     |
| 2013  |        | 26,0 % |       |       |       |     |
| 2014  | 25,8 % | 25,8 % |       |       |       |     |
| 2015  | 27,9 % | 28,5 % |       |       |       |     |